# Uki
Uki (od 2010) – belgijski-kanadyjski serial animowany dla dzieci, którego bohaterem jest stworek Uki. Serial został wyprodukowany przez Universial Music Belgium.

## Opis fabuły
Uki jest głównym bohaterem serialu, jest personifikacją małego dziecka, nie jest mężczyzną, ani kobietą. Nie potrafi mówić, lecz porozumiewa się dźwiękami, śmiechem i uśmiechami. Cały czas jest pod czujnym okiem Słońca i Chmurki.